# Christian Milovanoff
Pour les articles homonymes, voir Milovanoff.
 (juin 2025).
La mise en forme du texte ne suit pas les recommandations de Wikipédia : il faut le « wikifier ».
Les points d'amélioration suivants sont les cas les plus fréquents. Le détail des points à revoir est peut-être précisé sur la page de discussion.
- Les titres sont pré-formatés par le logiciel. Ils ne sont ni en capitales, ni en gras.
- Le texte ne doit pas être écrit en capitales (les noms de famille non plus), ni en gras, ni en italique, ni en « petit »…
- Le gras n'est utilisé que pour surligner le titre de l'article dans l'introduction, une seule fois.
- L'italique est rarement utilisé : mots en langue étrangère, titres d'œuvres, noms de bateaux, etc.
- Les citations ne sont pas en italique mais en corps de texte normal. Elles sont entourées par des guillemets français : « et ».
- Les listes à puces sont à éviter, des paragraphes rédigés étant largement préférés. Les tableaux sont à réserver à la présentation de données structurées (résultats, etc.).
- Les appels de note de bas de page (petits chiffres en exposant, introduits par l'outil «  Source ») sont à placer entre la fin de phrase et le point final[comme ça].
- Les liens internes (vers d'autres articles de Wikipédia) sont à choisir avec parcimonie. Créez des liens vers des articles approfondissant le sujet. Les termes génériques sans rapport avec le sujet sont à éviter, ainsi que les répétitions de liens vers un même terme.
- Les liens externes sont à placer uniquement dans une section « Liens externes », à la fin de l'article. Ces liens sont à choisir avec parcimonie suivant les règles définies. Si un lien sert de source à l'article, son insertion dans le texte est à faire par les notes de bas de page.
- La présentation des références doit suivre les conventions bibliographiques. Il est recommandé d'utiliser les modèles {{Ouvrage}}, {{Chapitre}}, {{Article}}, {{Lien web}} et/ou {{Bibliographie}}. Le mode d'édition visuel peut mettre en forme automatiquement les références.
- Insérer une infobox (cadre d'informations à droite) n'est pas obligatoire pour parachever la mise en page.

Pour une aide détaillée, merci de consulter Aide:Wikification.
Si vous pensez que ces points ont été résolus, vous pouvez retirer ce bandeau et améliorer la mise en forme d'un autre article.
Christian Milovanoff, né à Nîmes en 1948, est un photographe français.

## Biographie
Après des études universitaires supérieures en sociologie et en ethnologie, il se consacre dès 1976 à la photographie.
Privilégiant les espaces fermés, musées, supermarchés, bureaux et faisant de ces lieux son propre atelier photographique, son travail se situe à l’intersection de la fiction et du documentaire.
De 1982 à 2014, professeur à l’École nationale supérieure de la photographie à Arles. Il participe à la mission photographique de la DATAR.
Il vit à Paris et Bruxelles

## Expositions personnelles
- 2018 - Attractions, La filature, Mulhouse (France).
- 2017 – Formidable : le cinéma revisité, Institut Français de Phnom Penh (Cambodge)[5]
- 2013 – Attraction II  - Galerie Françoise Paviot, Paris (France).
- 2012 – Attraction, Musée Réattu[6], Arles (France)[7],[8] .
- 2007-2008 –Musée du Louvre, Aile Sully, Salle de la Maquette, Paris, (France)[9],[10].
- 2004-2005 – Conversation pieces[11] (prenez donc la peine d’entrer, indulgents spectateurs) : Musée Nicéphore Niépce, Chalon-sur-Saône (France).
- 2002 – Conversation Pieces[11] : The Frick Art & Historical Center[12], Pittsburgh (États-Unis)
- 2000 – Projection de "La Lucarne d'ARTE", Rencontres de la photographie, Arles
- 1999 – Projection du "programme de Cinéma-Documentaire", Rencontres de la photographie, Arles
- 1997 – Le musée photographique, Centre d'Art de Lannion, (France).
- 1994  - Le jardin, 1948-1968, Musée d'Art Moderne de Saint-Étienne, (France).
- 1993 – D'un regard l'autre, 1986-1993 : Château d'Amboise (France).
- 1988 – Peinture et Architecture, une conversation avec Hubert Robert, Galerie des Arènes, Carré d'Art, Nîmes (France).
- 1988 – La galerie imaginée : Institut Culturel Français de Stuttgart, (Allemagne).
- 1986 – Le Louvre revisité : Galerie Michèle Chomette, Paris (France).
- 1984 - École des Beaux Arts d'Innsbruck (Autriche).
- 1981 – Beaugrenelle : Cabinet des Estampes et de la Photographie, Bibliothèque Nationale, Paris (France).

## Publications
- Christian Milovanoff, Le film catastrophe d’Artavazd Pelechian, Revue Critique, éditions de Minuit, n° 903-904, septembre 2022
- - Christian Milovanoff, Écrits réécrits, éditions Naima (livre numérique), 2021, 381 pages
- - Christian Milovanoff, La leçon inaugurale du Collège international de photographie, Auditorium du Louvre, Éditions Naima, 2021 (enregistrement sonore, œuvre numérique).Bureaux, Nouvelles éditions Scala, octobre 2015.
- Le charme poétique in Patrimoine photographié, nouvelles éditions Scala, 2014
- Document imparfait et montage obligé, in Artpress 2, L’art de la tauromachie, no 33, 2014
- E pure si muove, Revue Infra-Mince no 8, ENSP/Actes Sud, 2013
- Lettre à Anaïs Boudot, Revue Infra-Mince no 7, ENSP/Actes Sud, 2012
- Faire cours  in catalogue « Qu’avez-vous fait de la photographie ? », éditions Actes Sud, 2012
- Quatre lectures au Théâtre antique (Les Milo du soir) dans le cadre des Rencontres de la Photographie [13]
- L’élève et l’élève, paramètres flottants, Revue Infra-Mince, no 6, ENSP/Actes Sud, 2011
- Le dédoublement du visage, in Le Musée du Quai Branly, la collection, éditions Skira-Flammarion/Musée du Quai Branly, 2009, p. 426–427.
- Comme un écho, in revue Infra-Mince, Cahiers de l’École Nationale Supérieure de la Photographie, no 3, éditions ENSP/Actes Sud, 2007, p. 63–73.
- Les traversées, in revue Infra-Mince, Cahiers de l’École Nationale Supérieure de la Photographie, no 3, éditions ENSP/Actes Sud, 2007, p. 75.
- Des nécessités formelles…  in Cahiers Claude Simon : « Claude Simon, maintenant », no 2, 2006, Presses Universitaires de Perpignan, p. 101–104.
- Quatre-cent-soixante-dix-huit in revue Infra-Mince, Cahiers de l’École Nationale Supérieure de la Photographie, no 1, éditions ENSP/ Actes Sud, 2005.
- Les gouttes de miel (à propos de l’œuvre de Johan van der Keuken), in revue « La pensée de midi », no 5/6, éd. Actes Sud, Été/Automne 2001.
- Les trépassés du vingtième siècle (à propos d'une œuvre de Jeff Wall), in revue « La pensée de midi », no 4, éd. Actes Sud, Printemps 2001.
- Les voix ordinaires, la Commune de Peter Watkins in revue « La pensée de midi », no 3, éd. Actes Sud, Hiver 2000.
- Les séquestrés (à propos de l'œuvre de Frederick Wiseman) in revue « La pensée de midi », no 2, éd. Actes Sud, Automne 2000.
- L'Ordre, éditions Téétète, Lecques, 2000.
- Le sentiment de la vie in catalogue « Vive les modernités », éd. Actes Sud, Arles, 1999.
- La vie encore in catalogue « Vive les modernités », éd. Actes Sud, Arles, 1999.
- Les noces in catalogue « Un nouveau paysage humain », éd. Actes Sud, Arles, 1998.
- La retransmission in catalogue « Un nouveau paysage humain », éd. Actes Sud, Arles, 1998.
- Un art devant témoins in catalogue « Éthique, Esthétique, Politique », éd. Actes Sud, Arles, 1997.
- Quel est l'homme que celui qui mendie ? in revue « L'Inventaire », no 3/4, Marseille, 1996.